# McCulloch County
McCulloch County je okres ve státě Texas v USA. K roku 2010 zde žilo 8 283 obyvatel. Správním městem okresu je Brady. Celková rozloha okresu činí 2 779 km².